# NGC 4573
NGC 4573 este o galaxie lenticulară situată în constelația Centaurul. A fost descoperită în 15 martie 1836 de către John Herschel. Se află la o distanță de 60,85 de megaparseci de Pământ.